# افرا اشتراوس
افرا یاسمین اشتراوس (۲۲ اگوست ۱۹۶۰) مدیر تجاری-صنعتی و کارافرین اهل اسرائیل است.
افرا رئیس گروه شرکت اشتراوس است که در بورس اوراق بهادار تل آویو سهام دار است. شرکت اشتراوس دومین تولیدکننده بزرگ مواد غذایی در اسرائیل است. پس از بازنشستگی پدرش مایکل اشتراوس در سال ۲۰۰۱ به ریاست شرکت منصوب شد. اشتراوس در سال ۲۰۰۱ به عنوان رئیس اتاق بازرگانی اسرائیل - آمریکا منصوب شد.